# A Mandíbula de Caim
A Mandíbula de Caim (Cain's Jawbone no original) é um quebra-cabeça literário de mistério de assassinato escrito por Edward Powys Mathers sob o pseudônimo de "Torquemada". O quebra-cabeça foi publicado pela primeira vez em 1934 como parte do The Torquemada Puzzle Book . A editora de crowdfunding Unbound publicou uma nova edição independente do quebra-cabeça em 2019 em colaboração com a instituição de caridade The Laurence Sterne Trust. Ambas as edições, quando publicadas, foram acompanhadas de um concurso que oferecia um prêmio em dinheiro ao primeiro leitor que resolvesse o quebra-cabeça. A Mandíbula de Caim foi descrito como "um dos quebra-cabeças de palavras mais difíceis e sedutores já publicados no mundo".
O título Cain's Jawbone (A Mandíbula de Caim) refere-se às histórias bíblicas de Caim, Abel e Sansão.
O livro quebra-cabeça consiste em uma história de 100 páginas com suas páginas dispostas na ordem errada. Para resolver o quebra-cabeça, o leitor deve determinar a ordem correta das páginas e também os nomes dos assassinos e das vítimas da história. O texto da história inclui um grande número de citações, referências, enigmas, trocadilhos e outros jogos de palavras. As páginas podem ser dispostas em milhões de combinações possíveis, mas há apenas uma ordem correta. A solução para o quebra-cabeça nunca foi tornada pública.
Quando o quebra-cabeça foi publicado pela primeira vez em 1934, um prêmio de 15 libras foi oferecido ao primeiro leitor que pudesse reordenar as páginas e fornecer um relato das 6 pessoas assassinadas em A Mandíbula de Caim e os nomes completos de seus assassinos". Duas pessoas, o Sr. S. Sydney-Turner e o Sr. WS Kennedy, resolveram o quebra-cabeça em 1935 e ganharam £ 25 cada.
Os editores da edição de 2019 realizaram o concurso pela segunda vez, dizendo "O prêmio de £ 1.000 (aproximadamente o valor de £ 15 em 1934) será dado ao primeiro leitor a fornecer os nomes dos assassinos e dos assassinados, o ordem correta das páginas e uma breve explicação de como a solução foi obtida. A competição terá a duração de um ano a partir da data de publicação." Em novembro de 2020, foi anunciado que o comediante e compilador de palavras cruzadas John Finnemore havia resolvido corretamente o quebra-cabeça, fazendo isso durante um período de seis meses durante o bloqueio do COVID-19. Finnemore disse: "A primeira vez que dei uma olhada nisso, rapidamente pensei 'Oh, isso está muito além de mim.' A única maneira de eu ter uma chance seria se, por algum motivo bizarro, eu ficasse preso em minha própria casa por meses a fio, sem ter para onde ir e ninguém para ver. Infelizmente, o universo me ouviu".

## No Brasil
No Brasil, o livro foi publicado pela editora Intrínseca, que realizou um concurso cultural onde o primeiro brasileiro que acertasse corretamente ganharia uma viagem ao Rio de Janeiro para conhecer o escritório e a equipe, tendo que acertar a ordem das páginas e dizendo os nomes completos dos personagens assassinados e seus assassinos. Os dois primeiros a desvendarem foram Camila del Rio, carioca de 16 anos e a primeira brasileira a acertar corretamente, e Flávio Vinícius, paulistano de 29 anos, vencedor do concurso por ser maior de idade. Ambos conhecerão a editora no Rio de Janeiro. 
Devido à repercussão nas redes sociais, uma matéria sobre A Mandíbula de Caim foi veiculada na TV Globo durante o programa Fantástico, onde a apresentadora Maria Júlia Coutinho mostrou fenômenos literários que fazem sucesso na internet.
1. ↑  «Exhibitions and events: Cain's Jawbone». The Laurence Sterne Trust. Consultado em 11 de novembro de 2020. Cópia arquivada em 11 de novembro de 2020
2. ↑  Cain's Jawbone – A Novel Problem. [S.l.]: Unbound. 8 de maio de 2023. ISBN 9781783527410. Consultado em 8 de maio de 2023
3. ↑  Flood, Alison (10 de novembro de 2020). «Literary puzzle solved for just third time in almost 100 years». Telegraph. Consultado em 10 de maio de 2023
4. ↑  Carpani, Jessica; Goldsbrough, Susannah (4 de novembro de 2020). «British comedian solves world's 'most difficult literary puzzle' becoming third winner in 100 years». The Daily Telegraph. Consultado em 11 de novembro de 2020
5. ↑  «Quem já desvendou o mistério?». Quem já desvendou o mistério?. Consultado em 10 de maio de 2023
6. ↑  «Brasileiros desvendam quebra-cabeça literário escrito em 1934: apenas três pessoas no mundo tinham conseguido». G1. Consultado em 10 de maio de 2023